# Raión de Velyka Pysarivka
Velyka Pysarivka (en ucraniano: Великописарівський район) es un raión o distrito de Ucrania en el óblast de Sumy. 
Comprende una superficie de 830 km².
La capital es la ciudad de Velyka Pysarivka.

## Demografía
Según estimación 2010 contaba con una población total de 20954 habitantes.

## Otros datos
El código KOATUU es 5921200000. El código postal 42800 y el prefijo telefónico +380 5754.